# NGC 1195
NGC 1195 è una piccola galassia lenticolare (o ellittica) situata nella costellazione dell'Eridano, a una distanza di circa 179 milioni di anni luce dalla nostra Via Lattea.

## Scoperta
La galassia è stata scoperta l'8 gennaio 1877 dall'astronomo irlandese di origine danese John Dreyer.